# Варфоломій Госнолд
Варфоломій Госнолд, або Бартолом'ю Ґоснолд англ. Bartholomew Gosnold (1572, Ґрундісбург, Саффолк, Англія — 22 серпня 1607, Джеймстаун, колонія Нового Світу) — англійський юрист і мандрівник, капер, дослідник східного узбережжя Північної Америки. Закінчив Кембриджський університет і вивчав право.

## Біографія
Під час свого першоі подорожі до Нового Світу він відплив навесні 1602 року разом із сером Волтером Релі, з яким заснував британську колонію в Новій Англії. Він першим подорожував туди з Азорських островів; у травні 1602 року він вперше досяг мису Елізабет (нині штат Мен), а 14 травня увійшов у гавань Йорка в гирлі річки Йорк.
Наступного дня він був першим європейцем, який відплив до затоки Провінстаун на північній околиці Кейп-Кода. Пропливаючи далі на південь, він відкрив що зараз острів Мартас-Віньярд (ймовірно, названий на честь його дочки) та сусідні острови Елізабет; на крайньому південному заході від них, який називається Куттіханк, він заснував форпост, перше англійське поселення в Новій Англії. Однак це поселення було залишене через кілька місяців, коли її мешканці вирішили не зимувати на чужині і повернулися до Англії. Після повернення до Англії Варфоломій Госнольд кілька років шукав коштів для організації чергової колонізаційної експедиції до Нового Світу.
В результаті, в 1607 році, як капитан одного з трьох кораблів, він взяв участь в новій експедиції. З ним були двоюрідний брат його дружини Едвард Марія Вінгфілд та його брат Джон Сміт. У квітні колоністи досягли затоки Чесапік і після кількох днів пошуку зручного місця для поселення знайшли його приблизно на 70 км вгору від річки Джеймс. 14 травня вони заснували на цьому місці перше постійне англійське поселення під назвою Джеймстаун на честь короля Джеймса I. Через чотири місяці після висадки Варфоломій Госнолд захворів на дизентерію та цингу та помер.